# 班倢伃

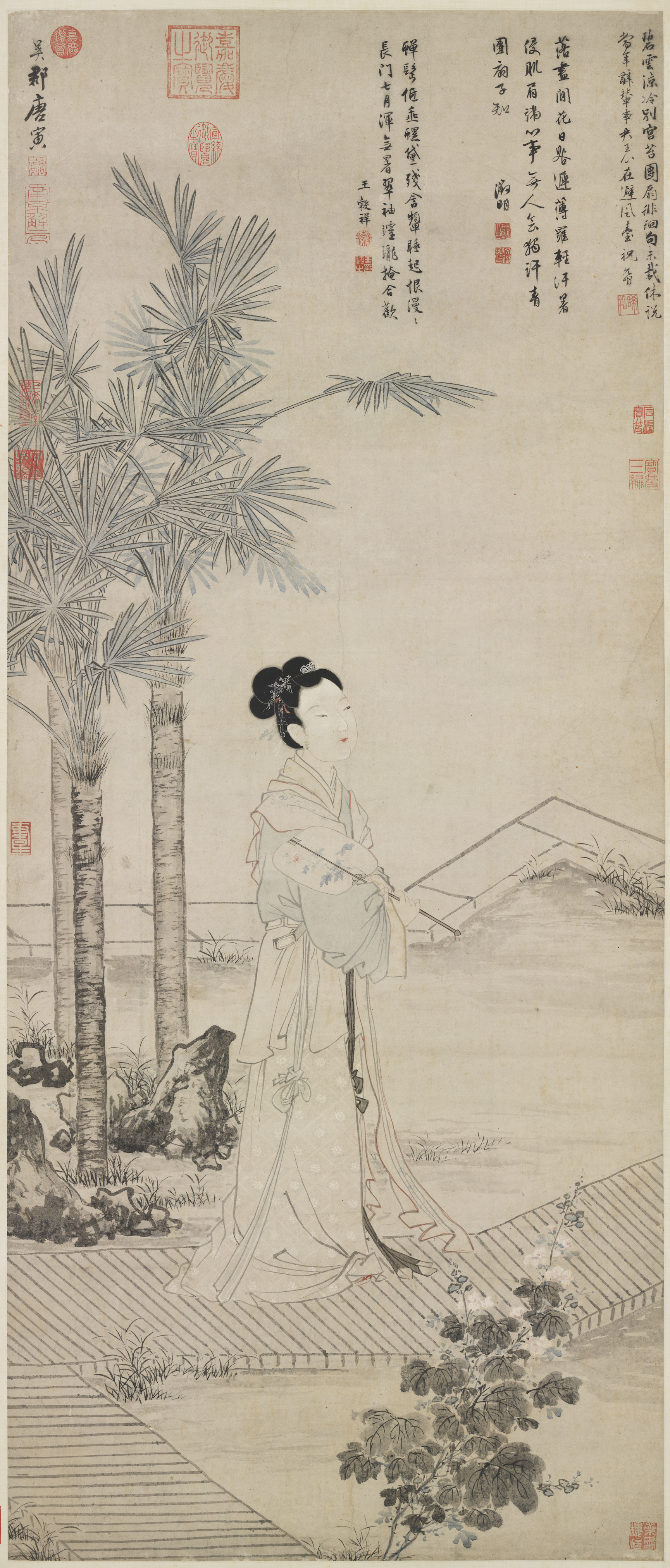
班婕妤像、唐寅筆

班 倢伃（はん しょうよ、紀元前48年 - 2年）は、中国前漢の成帝の倢伃（側室）。越騎校尉班況（班彪の祖父）の娘。倢伃とは女官の名称で「婕妤」とも書く。
『百美新詠図伝』では、歴朝で最も名高い美人百人に選ばれている。また、中国四大美人と認知されることもある。

## 略伝
成帝の寵愛を得たが、後に趙飛燕に愛顧を奪われ、太后（許平君）を長信宮に供養することを理由に退いた。長信宮に世を避けた倢伃は、悲しんで「怨歌行」を作る。その詩は『文選』『玉台新詠』『楽府詩集』『古詩源』などに載せられる。失寵した女性の象徴として、詩の主題にあつかわれることが多い。西晋の陸機や唐の王維・王昌齢「西宮春怨・長信秋詞」などがそれである。『漢書』外戚伝・顔師古注に、彼女の伝がある。
ただし、班倢伃の甥の子である班固の記した『漢書』外戚伝には、班倢伃の「自傷賦」は載せているが、「怨歌行」については記すところがない。また劉勰『文心雕龍』「明詩」では、前漢には五言詩は存在せず、班倢伃の詩といわれているものは後世のものではないかと疑っている。『文選』の李善注によると、「怨歌行」は本来無関係な詩であったのを班倢伃に仮託したものだという。
班倢伃の詩とされるものには、ほかに『古文苑』に載せる「擣素賦」があるが、これも真作かどうか疑わしい。

## 子女

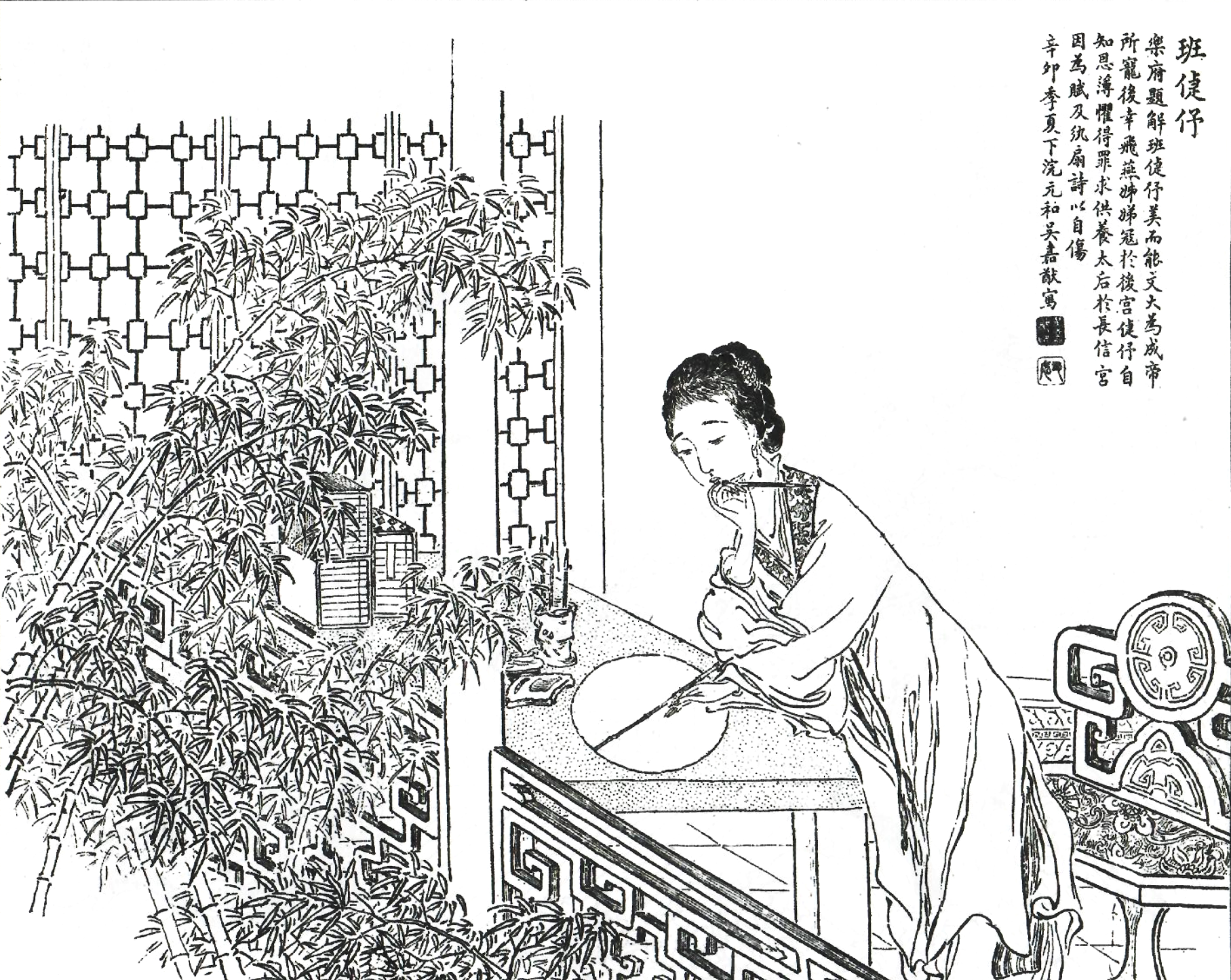
班婕妤（『古今百美図』）

- 1人の男子、夭折した

## 班女辞輦

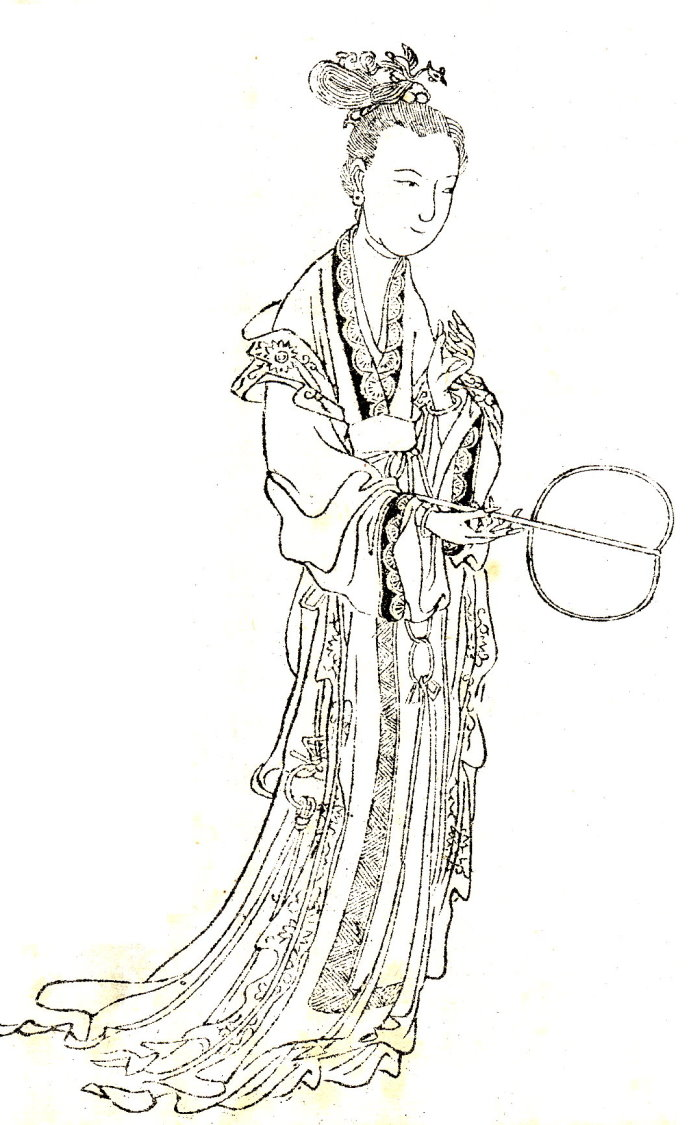
班倢伃・『晩笑堂竹荘畫傳』より

成帝が寵愛のあまり車に一緒に乗るように言ったとき、班倢伃は「昔の絵画を見ると聖賢と呼ばれる君主はみな立派な臣を従え、王朝の末の天子はみなその側に気に入りの女を侍らせております」と言って断った故事から。 

## 王維の詠ずる「班倢伃」
| 班倢伃三首（其一） |                  |
| 玉窗螢影度         | 玉窗螢影たり     |
| 金殿人声絶         | 金殿人声絶ゆ     |
| 秋夜守羅幃         | 秋夜羅幃を守る   |
| 孤燈耿明滅         | 孤燈耿として明滅 |

| 班倢伃三首（其二） |                                |
| 宮殿生秋草         | 宮殿に秋草は生じ               |
| 君王恩幸疏         | 君王の恩幸は疏なり             |
| 那堪聞鳳吹         | なんぞ鳳（鳳笙）吹聞くを堪えん |
| 門外度金輿         | 門外に金輿たり                 |

| 班倢伃三首（其三） |                            |
| 怪来妝閣閉         | 怪しむらくは妝閣の閉ずるを |
| 朝下不相迎         | 朝より下りて相迎えず       |
| 総向春園裏         | 総て向かう春園の裏         |
| 花間笑語声         | 花間に笑語の声             |